# Animal Crossing: New Horizons
Animal Crossing: New Horizons (с англ. — «Перекрёсток животных: Новые горизонты») — видеоигра в жанре симулятора жизни, разработанная Nintendo EPD и изданная Nintendo для игровых приставок Nintendo Switch и Nintendo Switch Lite 20 марта 2020 года. Это пятая игра в серии Animal Crossing.
В данной игре управляемый игроком персонаж переезжает на необитаемый остров после покупки пакета услуг у Тома Нука. Исследуя остров в реальном времени, игрок может обустраивать его, добывать предметы, ресурсы, ловить живность, выращивать растения, общаться с антропоморфными животными, и прочее.
New Horizons создавалась ещё с 2012 года. Разработчики хотели ввести ряд инновационных элементов, отсутствовавших раннее в основных играх серии Animal Crossing, среди них, например, механика крафта, позволяющая создавать предметы из разных материалов, или инструменты терраформирования, позволяющие создавать возвышенности и реки, меняя форму острова. В то же время базовый игровой процесс, персонажи и художественная стилистика остались в целом подобными предыдущим играм серии. Игра разрабатывалась так, чтобы предоставить игроку наибольшую свободу для творческого самовыражения. Музыкальное сопровождение написал Кадзуми Тотака.
New Horizons стала коммерчески успешной игрой и была высоко оценена критиками. Она вошла в списки бестселлеров в ряде стран Запада и Дальнего Востока и стала 15 самой продаваемой видеоигрой в истории. Её продажи искусственно сдерживались в Китае. Успех игры часто объясняют тем, что её выход пришёлся на пандемию COVID-19, когда многие игроки были вынуждены оставаться дома из-за карантинных мер. Основная игровая аудитория New Horizons состоит из женщин и мужчин в равной степени. Их возраст чаще всего варьируется от 20 до 30 лет, несмотря на распространённое мнение, что данная игра предназначена для детей.
Критики хвалили New Horizons за её эскапистскую природу, разнообразный игровой процесс, высокий уровень настраиваемости и приятную графику, хотя и заметили, что игра требует много времени и терпения. New Horizons получила ряд премий и наград.

## Игровой процесс
Как и другие игры серии Animal Crossing, New Horizons — это нелинейная игра — симулятор жизни, где управляемый игроком персонаж может разными способами добывать ресурсы, предметы, живность, покупать вещи или сам создавать предметы. Он также играет решающую роль в развитии и индивидуализации острова. Течение времени в игре привязано к внутренним часам Nintendo Switch и совпадает с реальным, наблюдается смена дня и ночи. В зависимости от того, где пользователь обозначит своё место жительства, погода в New Horizons адаптируется к реальным сезонам Северного или Южного полушария. Игрок применяет на себя роль жителя-человека с настраиваемыми параметрами внешности и пола/гендера. Имеющиеся коллекции причёсок и одежды не привязаны женскому или мужскому полу управляемого персонажа. New Horizons также позволяет выбрать цвет кожи своего аватара, эта возможность была впервые предложена в Animal Crossing: Happy Home Designer.
Согласно сюжету New Horizons, игровой персонаж прибывает на необитаемый остров после покупки путёвки у Тома Нука, тануки (енота в английской версии). Когда игрок выполняет задания Тома Нука и расширяет площадь своего жилища, это влияет на развитие самого острова; со временем на нём открываются новые общественные здания и на него переезжают новые жители.
Игра поддерживает многопользовательский режим через интернет или локальную сеть: остров могут посещать одновременно до четырёх игроков в локальном режиме и до восьми в онлайн режиме. Игрок может или приглашать к себе до семи гостей, или же посещать остров другого игрока, получив в местном аэродроме «додо-код». Игра поддерживает карточки и фигурки amiibo из серии Animal Crossing. Игрок с помощью них может приглашать жителей-животных на свой остров.

### Добыча ресурсов и фарминг
В New Horizons представлена система крафта, позволяющая игроку создавать из собранных материалов инструменты и мебель. Инструменты необходимы для добычи новых материалов, а мебель можно использовать при украшении внутриигрового пространства. Для создания предметов или инструментов игрок должен собирать разнообразные природные материалы, например древесину или фрукты. Он также может выращивать растения с деревьями, выводить цветы гибридных расцветок и выбивать минералы из камней. В New Horizons также имеется возможность ловить насекомых, занимать рыболовством и собирать морскую живность в океане. Введённый инструмент терраформирования позволяет менять облик и поверхность острова.

Лист — знак семьи Нуков, а также «иконка» любых внутриигровых предметов. Данный символ и роль Нуков в игре ссылают к японскому фольклору, где тануки символизируют богатство и способны превращать листья в любые предметы, в том числе и деньги

Другая категория предметов и одежды покупается за внутриигровую валюту — «дини». Они зарабатываются за выполнение определённых действий, продажу ресурсов или вещей в лавке Нука. Дини необходимы для погашения ипотеки, которую Том Нук предъявляет игровому персонажу за строительство жилого дома. Также они требуются для установки мостов или подъёмов/лестниц на острове.
Мили Нука (англ. Nook Miles) — новая для франшизы Animal Crossing игровая валюта. Она начисляется игроку за выполнение различных заданий и может использоваться для покупки премиальных предметов. Мили также требуются для покупки особых билетов, чтобы посещать необитаемые острова для сборов материалов. Для этого игрок должен воспользоваться местным аэропортом Dodo Airlines. С помощью него также можно посещать острова других игроков при сетевом подключении и наличии подписки Nintendo Switch Online или, наоборот, приглашать их на свой остров.

### Дизайн и развитие острова
Одна из основных целей игрока сводится к благоустройству окружающего пространства, чтобы необитаемый остров постепенно превращался в процветающий городок. Игра поддерживает лишь один остров на одну приставку Switch. New Horizons позволяет собирать или создавать различные предметы, чтобы украшать ими островную территорию или помещения дома. Как и в Pocket Camp, New Horizons позволяет свободно размещать предметы и украшения по всей территории острова. Многие внутриигровые предметы ссылают к японской культуре, как традиционной, так и современной. Например на острове можно устанавливать декорации, отсылающие к кайдзю или меха.

New Horizons позволяет игроку менять облик острова, занимаясь терраформированием, а также расставляя предметы и сажая растения где угодно

Степень благоустройства острова измеряется по пятизвёздочной шкале. Чем обильнее остров украшен предметами и цветами, тем больше баллов ему начисляется. По достижении трёх звёзд остров посещает музыкант К.К. Слайдер, а его песни будут сопровождаться титрами.
По достижении определённого уровня прогресса Том Нук предоставляет игроку дополнительные ресурсы и возможности по обустройству острова. Палатки заменяются настоящими зданиями, на острове открывается магазин Тимми и Томми, племянников Нука, ателье сестёр Эйбл. Также там строится музей филина Блезерса, его выставка пополняться по мере того, как игрок жертвует туда пойманную живность, найденные ископаемые или предметы искусства, купленные у перекупщика лиса Редда. Затем Том Нук открывает ратушу на центральной площади и приглашает там работать ассистентку Изабель. Управляемый персонаж открывает доступ к инструментам терраформирования, позволяющим изменять форму острова, создавать возвышенности, реки и наземные покрытия.
В самом начале на остров вместе с персонажем игрока переезжают два неигровых персонажа-жителя. По мере развития городка в него въезжает всё больше жителей, пока их общее число не достигает десяти. В счёт не идут неигровые персонажи, работающие в магазинах и общественных зданиях. Игрок также может сам приглашать жителей-животных жить на своём острове и решать, где будут стоять их дома. С ними можно общаться и развивать дружеские отношения, выполняя их просьбы.
Ещё одна особенность — редактор изображений, позволяющий создавать рисунки на пустых шаблонах не только на самой приставке, но и через специальный сайт. Их можно использовать на одежде, напольном покрытии и разных предметах в игре. Пользователь может создавать как свои рисунки, так и загружать изображения других игроков при наличии сетевого подключения.

### Обновления
Nintendo в течение года после релиза выпускала периодические бесплатные обновления. В основном они добавляли в New Horizons сезонные события или национальные праздники. Например День Зайцев (католическая Пасха), День Земли, Майский День, Хэллоуин, День благодарения, День Игрушек (Католическое Рождество) и прочие события. Другие обновления расширяли базовый игровой процесс, например, возможность плавать в море и нырять под воду, или вводили дополнительных неигровых персонажей из предыдущих игр серии Animal Crossing, например, выдру по имени Паскаль (англ. Pascal), чаек по имени Гулливер (англ. Gulliver) и Гулливарр (англ. Gullivaar), тапира по имени Луна (англ. Luna). Вместе с Луной появилась возможность создавать резервные копии острова и посещать копии островов других игроков. Помимо прочего, обновления также добавляли коллекции тематических предметов, например предметы Mario или Sanrio.
Ноябрьское обновление 2.0 — самое масштабное из всех добавило множество персонажей из предыдущих частей Animal Crossing — голубя Брюстера (англ. Brewster), чьё кафе располагается в здании музея, каппу Кэпна (англ. Kapp'n), который может отвезти на своей лодке игрового персонажа на таинственные экзотические острова. Остров Харви (англ. Harv's Island) получил расширение и там отныне можно встретить как знакомых персонажей — продавцов, временно посещающих остров, так и новых — черепаху Тортимера (англ. Tortimer), парикмахера пуделицу Харриет (англ. Harriet), гадалку пантеру Катрину (англ. Katrina). Альпаки Риз и Сайруз отныне могут перекрасить все предметы, которые не может изменить игровой персонаж на верстаке.
Другие нововведения обновления 2.0 включали дополнительный список потенциальных животных-жителей, мини-игру гимнастику у ратуши, лестницы для острова, увеличенный инвентарь дома, новые песни от К.К. 9 дополнительных коллекций предметов, улучшенный редактор интерьеров, позволяя устанавливать лампы и висячие предметы, менять дизайн отдельных стен. Также в игру были добавлены несколько видов овощей, из которых по полученным рецептам можно готовить блюда. Также были добавлены статуэтки гироиды, которые можно выкапывать как окаменелости и собирать, как коллекцию. В ратуше, как и в New Leaf появлялась возможность принимать постановления о «Прекрасном», «Раннем», «Позднем острове», «Экономическом буме» что влияет на игровой процесс и время открытия/закрытия магазинов.

## Разработка
Разработкой игры занималась Nintendo EPD — подразделение японской компании Nintendo. Создание New Horizons началось ещё в 2012 году сразу после релиза Animal Crossing: New Leaf для Nintendo 3DS и до выхода игровой приставки Nintendo Switch в 2016 году. Тогда и сама команда разработчиков не знала о возможных характеристиках консоли следующего поколения.

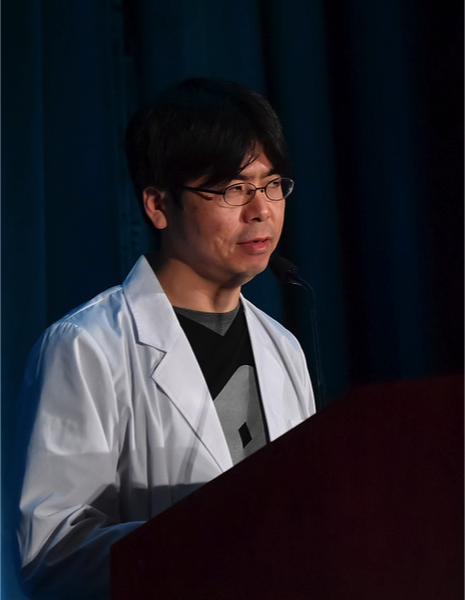
Продюсер Хисаси Ногами в 2018 году

Разработчики утверждали, что желали создать самый качественный продукт, который Nintendo может предложить. Аи Кёгоку, руководительница команды разработчиков, связала успех серии Animal Crossing с тем, что каждая новая игра достаточно отличалась от предыдущей. Такой подход был призван не только удержать интерес у старых фанатов ко франшизе, но и привлечь новых игроков.

С каждом циклом разработки мы всегда хотим удостовериться, что наша последняя игра [Animal Crossing] — лучшая из всех возможных. Так было с New Leaf, так же получается с New Horizons. Но у каждого фаната [франшизы] есть своя любимая игра. Мы не хотим растоптать их воспоминания и привязанность к старым играм — мы всегда помним об этом, мы желаем, чтобы они сохраняли эти воспоминания, переживая их снова и снова в новых играх серии Animal Crossing.
Оригинальный текст (фр.)
A chaque développement, nous voulons toujours faire du dernier opus le meilleur jeu possible. C’était le cas sur New Leaf et c’est toujours le cas avec New Horizons. Après, tout le monde, en particulier les fans, a son épisode préféré. Nous le gardons toujours à l’esprit, nous ne voulons pas écraser le souvenir et l’affection que les joueurs ont pour d’anciennes itérations, nous cherchons au contraire à ce qu’ils gardent en mémoire leurs vies dans les différents jeux Animal Crossing.

— Ая Кёгоку в интервью с 20 Minuten
Если в предыдущих играх серии управляемый персонаж попадает в уже обжитый игровой мир или выступает мэром городка, то основная идея New Horizons завязана на том, что игрок поэтапно превращает полностью безлюдный остров в процветающее пространство и меняет его облик по своему усмотрению. Со слов Кёгоку, данное изменение было призвано «встряхнуть давнюю франшизу». Разработчики хотели изменить способ взаимодействия игроков с миром. Они старались сохранить баланс, вводя новые идеи, но также сохраняя привычные для франшизы элементы.
Разработчики высказали своё сожаление по поводу того, что период запланированного выпуска игры пришёлся на разгар пандемии COVID-19. Кёгоку выразила надежду, что во время карантина, игра послужит хорошим способом «побега». По этой же причине компания Nintendo запланировала выпустить игру одновременно во всём мире, учитывая, что предыдущие игры серии, например New Leaf выходили значительно раньше в Японии.

### Игровой дизайн
При создании New Horizons разработчики руководствовались идеей ввести ряд инновационных элементов, но также сохранить верность традиционном игровому процессу — необходимости выращивать и собирать природные ресурсы, чтобы выплачивать ипотеку. Главное нововведение, отсутствующее в предыдущих играх, — это так называемые «Мили Нука» — отдельная валюта, причисляемая игроку за выполнение внутриигровых целей. Схожая механика часто встречается в мобильных играх. Разработчики намеренно ввели её для фанатов мобильной игры Pocket Camp, так как те могли бы столкнуться с некоторыми трудностями при знакомстве с игровым процессом New Horizons. Старые фанаты франшизы с их помощью могут раскрыть для себя новые способы игры. Другое важное нововведение — «крафтинг» или возможность создавать собственные предметы. Данная механика вписывалась в идею того, что в New Horizons игрок должен гораздо больше взаимодействовать с дикой природой нежели в предыдущих играх серии. Крафтинг снял ограничения с игрового процесса во время закрытия внутриигровых магазинов. Третье важное нововведение в New Horizons — возможность изменять ландшафт острова «терраформированием». Разработчики заметили, что игрокам теперь не нужно перезапускать прохождение ради игрового мира с желаемым ландшафтом, как они часто делали в предыдущих играх серии. Другие расширения включают в себя более детальные настройки внешности персонажа, возможность установки мебели снаружи. Широкий выбор разнообразных нарядов в разных стилях был важен в том числе из-за наличия онлайн-режима, позволяющего игрокам общаться между собой.
Разработчики прокомментировали и так называемое «путешествие во времени» — когда игрок меняет дату и время на игровой приставке для ускорения игрового прогресса или получения мгновенного доступа к сезонным мероприятиям. Создатели не приветствуют это, но и не считают обманом. Сама же игра не наказывает игрока за путешествие во времени, но всё же заставляет сталкиваться с некоторыми неприятными последствиями, например со сгнившей репой. Поначалу предполагалось ограничить терраформирование и крафтинг временем ожидания, но разработчики отказались от этой идеи, опасаясь злоупотреблений «путешествием во времени». Для борьбы с данным явлением создатели стремятся добавлять в игру сезонные события незадолго до их начала. New Horizons задумывалась для того, чтобы играть в неё несколько лет, а также делить игровые сеансы с друзьями или семьёй.

### Художественный стиль и графика
Для создания New Horizons использовался движок Splatoon 2 2017 года выпуска. Хотя New Horizons не связана напрямую с Animal Crossing: Pocket Camp, для этих игр были созданы совместные предметы. Арт-директор игры Кодзи Такахаси во время разработки придерживался идеи «игрового триггера», то есть в поле зрения должен присутствовать как минимум один агент для взаимодействия, будь то летающий на шаре подарок, живность для поимки или житель, с которым можно начать диалог. Сам остров расположен под углом 45° и обладает цилиндрической формой. Такая изогнутая перспектива расширяет кругозор игрока и позволяет ему обнаружить «агентов» далеко на заднем плане, что, по мнению разработчиков, должно дополнительно побуждать игрока к исследованию острова, а также добыче новых материалов или предметов.

Остров расположен под углом 45° и имеет цилиндрическую форму, чтобы расширять кругозор игрока и облегчить обнаружение действий на заднем плане

Игровой мир намеренно создан упрощённым и стилизованным, так как, по мнению Такахаси, слишком сложное реалистичное пространство могло бы спровоцировать у игрока зрительную и информационную перегрузку. С одной стороны, New Horizons сохраняет минималистскую «мультяшную» эстетику своих предшественниц из серии Animal Crossing, с другой стороны, предлагает заметно усовершенствованную графику, которая выражается в многочисленных малых деталях, например, в реалистичных тенях с бликами или в том, как предметы, в частности растения, реагируют на ветер. Разные категории объектов наделены разным уровнем реалистичности. Если неигровые персонажи и растения самые стилизованные, то насекомые и рыбы, наоборот, самые реалистичные и детализированные. Предметы интерьера намеренно были созданы с разным уровнем детализации, чтобы игрок мог сам выбирать предпочитаемый дизайн. Помимо прочего, разработчики ввели разные цветовые варианты предметов для большей творческой свободы по индивидуализации пространства. Доступ игрока к предметам разного цвета ограничен, в ранней версии игры ему было необходимо посещать острова других игроков и обмениваться предметами. Хотя предметы носят декоративную функцию, с некоторыми из них игрок может взаимодействовать, а другая часть предметов скрывает «пасхальные яйца», например в «кукле из бамбука» спрятана принцесса Кагуя.
Такахаси также заметил, что упрощённый дизайн и пустые пространства были намеренно созданы для того, чтобы побудить игрока заполнить данную «пустоту» собственными идеями, позволить ему стать дизайнером своего острова, прибегая к специально созданным для этого инструментам. Из-за ограниченных возможностей аппаратного обеспечения в ранних играх серии Animal Crossing трава была представлена плоской поверхностью с треугольными абстрактными узорами. Вид травы был оставлен в New Horizons, так как наилучшим образом вписывался в дизайн внутриигрового окружающего пространства. Разработчики долгое время пытались проработать более реалистичную и детализированную траву, но она вызывала «информационную перегрузку» и выглядела неэстетично. В итоге дизайн детализированной травы был реализован в сорняках, которые растут точечно и которые игрок может убирать.
Дизайн персонажей-животных аналогичен таковым из предыдущей игры серии, New Leaf, их модели намеренно созданы стилизованными и простыми. При этом вместе с улучшенной графикой в New Horizons разработчики добавили животным больше незначительных детализаций и исправили пропорции тела, так как они более заметны на экране Nintendo Switch c гораздо более высоким разрешением в сравнении с 3DS. Жители создавались таким образом, чтобы игрок мог легко отличить их по силуэту с дальнего расстояния. Они все подразделяются на 35 видов, от мышей до горилл. Все персонажи одного вида намеренно наделены одинаковым силуэтом. Разработчики заметили, что это сильно упрощает индивидуализацию животных в пределах одного вида, например создание кошки с маской кабуки: с одной стороны это крайне необычный дизайн, но одновременно игрок по-прежнему понимает, что перед ним кошка. Неигровые персонажи, не являющиеся жителями, создавались уже более детализированными, так как они зачастую единственные представители своего вида, которых игрок встречает в игре. Стилизованный дизайн жителей также упрощал создание их мимики и телодвижений, чтобы игрок мог с лёгкостью понимать их эмоциональное состояние и легче привязываться к ним.

### Локализация
Перевод игры серии Animal Crossing является сложной задачей из-за обилия текста и диалогов. При этом зачастую при переводе необходимо учитывать контекст и культурные отсылки, смысл которых утрачивается при переводе диалогов на другой язык. Поэтому локализаторам в этом случае позволяется менять смысл текста и даже целые диалоги в том числе с возможностью вставлять местные культурные отсылки. Например при ловле рыбы или насекомого, появляется текст с стихом-каламбуром. В каждой языковой версии они разнятся. Другой пример — разные формы местоимений в японском языке, используемые чтобы подчеркнуть разные архетипы персонажей. Например филин Блезерс в японской версии использует местоимение «ватакуси» — означающее скромность и формальность. В английской версии Блезерс использует манеру речи старого профессора.
Имена неигровых персонажей также разнятся в разных локализациях. Например енот Том Нук в оригинальной японской версии является енотовидной собакой по имени Танукити  (яп. た ぬ き ち) а его секретаря — Изабель зовут Сидзуэ  (яп. し ず え). Само имя в японской версии отсылает к названию собачьей породы Ши-тцу. При этом английская версия Изабель также является своего рода каламбуром, потому что может расшифровываться как «Its' a bell» — голова Изабель внешне напоминает внутриигровой мешок с деньгами.
Локализация касается в том числе и добавления разных культурных отсылок, в Animal Crossing, как игре, созданной в Японии имеется множество японских отсылок, но также и западных. Например это мероприятия День Игрушек (Рождество), День Кролика (Католическая пасха) или сезон цветения вишни (Ханами). Вышеописанные мероприятия были взяты из предыдущих игр серии Animal Crossing а точнее на основе самых удачных опытов, так как Nintendo при выпуске первых игр франшизы Animal Crossing сталкивалась со значительными трудностями при попытке локализации игры для западного рынка. Однако полученный опыт позволял с каждым разом удачнее локализовывать очередную игру франшизы.
Обозначение пола (гендера) различается в разных локализациях игры. В частности в английской версии слова и грамматические морфемы, отсылающие к половой принадлежности были убраны. Новостной сайт Poptopic, получил доступ к инсайдерской информации от анонимного разработчика New Horizons. Согласно его утверждениям, команда разработчиков изначально была против этой идеи. Однако за месяц до выхода, некоторые пользователи twitter выражали своё недовольство показанными скриншотами намекающими на то, что в игре можно выбирать только два пола для игрового персонажа и что это можно рассматривать как дискриминацию небинарных людей. Подразделение Nintendo of America, занимавшееся локализацией New Horizons стало настаивать на том, чтобы убрать упоминание пола в игре. Разработчики были осведомлены о том, что если откажутся от изменений, то после релиза игры рискуют спровоцировать протестную реакцию у ЛГБТ-активистов и при самом худшем раскладе подвергнуться доксингу. В качестве компромисса разработчики согласились убрать отсылки к полу только в английской версии, ссылаясь на то, что вышеописанные претензии исходили только от англоязычных активистов из twitter.

## Анонс и выпуск игры
Разработка будущей игры серии Animal Crossing была официально подтверждена на мероприятии Nintendo Direct. Тогда выпуск игры планировался ещё в 2019 году. Название будущего проекта — New Horizons — было провозглашено на презентации Nintendo Direct на выставке E3 2019. Тогда же было объявлено о переносе даты выхода на 20 марта 2020 года. Такое решение компания объяснила желанием создать «максимально качественную игру» и попросила «подождать немного дольше, чем нужно». Рыночная стоимость японского производителя игр на фоне этой новости снизилась на 3,5 %, потеря капитала превысила миллиард долларов США.
Animal Crossing: New Horizons поступила в продажу 20 марта 2020 года. Выпуск игры состоялся одновременно во всех странах с запланированным релизом. Animal Crossing: New Leaf 2012 года выпуска, например, вышла в Японии на два месяца раньше, чем в других странах. Основными рынками сбыта за пределами Японии стали США, Западная Европа, Китай и Южная Корея. Animal Crossing: New Horizons — первая игра в основной серии, официально переведённая на русский язык. До этого на русском языке была выпущена только Animal Crossing: Amiibo Festival — спин-офф серии в жанре настольной игры.
В розничных магазинах Южной Кореи игра была распродана за один день, спровоцировав столпотворение, несмотря на массовый бойкот японских товаров жителями Кореи из-за торгового конфликта между двумя странами. New Horizons также пользовалась большим спросом в Китае, но внезапно исчезла из прилавков магазинов и интернет-площадок материкового Китая в начале апреля. Хотя официальных объяснений не последовало, такое решение связывали с использованием New Horizons в качестве агитационной площадки гонконгскими активистами Революции зонтиков. Китайские стриминговые сервисы Huya Live и DouYu получили запрет на трансляцию игры. Несмотря на вышеописанное, спрос на New Horizons был высоким среди китайского населения и её можно было по-прежнему приобрести на сером рынке через интернет. После того, как спор утих, игра стала постепенно снова доступной для покупки на интернет-площадках. В Канаде один из магазинов-ритейлеров подвергся критике за то, что способствовал нарушению карантинных мер, так как игроки, желающие приобрести физические копии, массово нарушали социальное дистанцирование.
Успешный запуск игры New Horizons и карантин в связи с COVID-19 привели к тому, что продажи игровой приставки Nintendo Switch увеличились вдвое в сравнении с прошлым годом. Внезапная популярность New Horizons в итоге привела к дефициту данных портативных устройств по всему миру и сильному подорожанию Nintendo Switch на вторичном рынке.
В рамках июльского обновления 2020 года в New Horizons появились облачные сохранения в системе Nintendo Switch Online. Они позволяют пользователю восстанавливать свои игровые данные в случае поломки или потери игровой приставки

### Happy Home Paradise
15 октября 2021 года Nintendo анонсировала выпуск платного дополнения к New Horizons — Happy Home Paradise. Оно включает в себя архипелаг островов, где игровой персонаж устраивается на работу — архитектором и дизайнером интерьеров под кураторством выдры Лотти (англ. Lottie). На архипелаге селятся жители-животные, а также неигровые персонажи через призыв фигуркой или карточкой Amiibo. Они просят оформить пространство вокруг дома и внутренние интерьеры в соответствии со своими вкусовыми предпочтениями. Сам архипелаг делится на разные зоны с разными погодными условиями. Игрок сам подбирает место жительство для клиента. По мере выполнения заданий, игровой персонаж будет открывать доступ к новым предметам и способам оформить интерьер. Игрок также может спроектировать школу, больницу или ресторан. Дополнение было создано на основе игры Happy Home Designer для 3DS 2015 года выпуска. Nintendo подтвердила, что данное дополнение наряду с крупным обновлением будут последними для New Horizons. В будущем же игра будет поддерживаться небольшими обновлениями.

### Статистики по продажам
За первую неделю продаж в Японии было реализовано 1,88 миллионов физических копий New Horizons, что побило рекорд видеоигр Pokemon Sword and Shield по стартовым продажам.
В Северной Америке New Horizons также стала самой продаваемой игрой марта 2020 года и превзошла по популярности все предыдущие игры серии Animal Crossing. New Horizons стала третьей самой продаваемой игрой Nintendo, уступив Super Smash Bros. Ultimate (2018) и Super Smash Bros. Brawl (2008). В Великобритании New Horizons также стала самой продаваемой частью серии, опередив в 3,6 раза продажи предыдущей части — New Leaf; на старте игра продавалась в три раза чаще, чем Doom Eternal. В Германии продажи New Horizons составили более 200 000 экземпляров в первые несколько дней, за что игра был награждена платиновой премией немецкой торговой ассоциации GAME. В марте 2020 года продажи New Horizons составили 5 миллионов цифровых копий по всему миру, тем самым она установила новый рекорд консольной игры по цифровым продажам за один календарный месяц. Предыдущий рекорд принадлежал игре Call of Duty: Black Ops 4 (2018).
По состоянию на конец апреля 2020 года совокупные продажи New Horizons составили 13,41 млн копий, что сделало её самой продаваемой игрой для Switch по итогам финансового отчёта Nintendo, самой продаваемой игрой серии Animal Crossing и седьмой самой продаваемой игрой на Switch по состоянию на май 2020 года. К этому же моменту, по примерным оценкам, New Horizons была куплена 1,5 миллиона раз в материковом Китае.
В августе 2020 года появилось сообщение, что New Horizons стала второй самой продаваемой игрой за всю историю в Японии, после видеоигр Pokemon Red и Blue. Помимо прочего она стала самой быстро продаваемой игрой в истории, число проданных копий которой достигло более шести миллионов.
По состоянию на конец декабря 2020 года продажи составили уже 31,18 млн копий, что поставило New Horizons на второе место в списке самых продаваемых игр на Nintendo Switch. По итогам 2020 года, New Horizons стала самой продаваемой игрой в Японии, второй самой продаваемой в Великобритании и третьей — в США. Nintendo получила 654 миллиона долларов с продаж New Horizons, что сделало её седьмой самой прибыльной цифровой премиальной игрой в мире. По состоянию на март 2021 года, мировые продажи New Horizons составили 32,63 миллионов копий, сделав игру второй самой продаваемой для Nintendo Switch после Mario Racing 8 Deluxe.
По данным на февраль 2022 года, количество проданных копий New Horizons приблизилось к 38 миллионам. Эта цифра превысила совокупные продажи всех вместе взятых предыдущих игр серии Animal Crossing. В ноябре 2022 года совокупные продажи игры превысили 40 миллионов копий, New Horizons стала самой продаваемой игрой в Японии за всё время, опередив Pokemon Red/Blue и Super Mario Bros.. К 30 июню 2024 года совокупные продажи игры составили 45.85 миллионов копий, к марту 2025 года — около 48 миллионов.

## Музыка
Почти весь игровой процесс в New Horizons сопровождается музыкой. Каждое общественное здание в игре имеет собственную музыкальную тему. Все фоновые мелодии сочинил Кадзуми Тотака. Он создавал треки к предыдущим играм франшизы, начиная с первой — Animal Crossing 2001 года выпуска. Создание музыки началось с написания основной музыкальной темы ещё в июне 2018 года. Основная тема часто повторятся в других фоновых мелодиях, играющих в режиме исследования острова. Данные мелодии были записаны с участием флюгельгорна (Эрик Миясиро), акустический гитары (Тэцуро Тояма), ударных инструментов (MATARO), контрабаса (Такаси Эминума), аккордеона (Сабуро Таноока). Нобуюки Аояги выступил звукорежиссёром. Гитара является ведущим инструментом в фоновых мелодиях острова, так как, по словам Тотаки, передаёт чувство простоты и спокойствия: «любой может сыграть на ней музыку, выучив пару аккордов […] кроме того аккорд взывает к образам открытых пространств, приятного дуновения ветра и чувства свободы». В другом интервью Тотака сравнивал мелодии с атмосферой повседневной жизни, несущественных мыслей и чувств, вышеописанное, по мнению композитора, наилучшим образом отражает характер игрового процесса. Музыкальные темы музея создавались по обратному принципу, для них использовались фортепьяно и скрипки, так как, по мнению Тотаки, эти инструменты «сложные», передающие академический дух. Характер мелодий меняется в зависимости от времени суток: до полудня это яркие и волнительные мотивы, а в тёмное время суток, наоборот, самые спокойные и медлительные. Фоновые мелодии также созданы в нескольких аранжировках, например, во время дождя в песнях отсутствуют ударные, а в зимний сезон мелодии сопровождаются звуками колокольчиков и бубенцов.
Перед сочинением мелодий композитор сам играл в New Horizons, чтобы понять как его музыка могла бы наилучшим образом отразить характер игрового процесса. Он также руководствовался идеей, что мелодии должны быть простыми и не отвлекать от игрового процесса. В некоторых моментах игрового процесса, например, в процессе рыбалки, музыка утихает, чтобы не отвлекать игрока. Музыка также затихает, когда персонаж игрока заходит в жилой дом, так как, по словам Тотаки, это «место тишины, чтобы сбежать от шума».
В New Horizons было добавлено множество звуковых эффектов, которые меняются в зависимости от местоположения игрока и погодных условий. Разработчики старались максимально качественно подойти к их созданию: например, звук шагов в игре меняется в зависимости от типа поверхности и обуви, которую носит персонаж. Чтобы добиться такого эффекта разработчики воссоздавали в звукозаписывающей студии разные наземные и напольные поверхности, записывая затем звук шагов. Многие предметы в игре также издают звуки, если к ним притронуться, для этого были записаны звуки специально подобранных аналогичных реальных предметов, в том числе и антикварных.
Коллекция мелодий от антропоморфного пса К.К. Слайдера включает 96 композиций разных жанров, от блюза, хауса до к-попа. Сам персонаж К. К. Слайдер является альтер эго Кадзуми Тотаки. Большинство его мелодий было создано разными композиторами к предыдущим играм серии Animal Crossing, таким образом, каждая новая игра приобретала всё большую библиотеку песен от К. К. В отличие от фоновых мелодий, песни К. К. созданы с участием синтетических инструментов, они являются компиляцией самых разнообразных музыкальных жанров с разных стран. При создании каждой мелодии команда старалась изучить конкретный музыкальный жанр, чтобы передать его достоверно и с уважением. Песни К. К. стали пользоваться большой популярностью у фанатской аудитории Animal Crossing, поклонники создавали различные каверы, публикуя их в интернете, на Youtube.
9 июня 2021 года японский лейбл Nippon Columbia выпустил саундтрек Animal Crossing: New Horizons BGM Soundtrack Collection  (яп. あつまれ どうぶつの森/ATSUMARE DOUBUTSU NO MORI オリジナルサウンドトラック BGM集). Издание включает в себя четыре диска.

### Озвучивание
Все персонажи в New Horizons, как и в предыдущих играх серии, говорят на неразборчивом языке, получившем неофициальное название «Анимальский» (англ. Animalese), диалоги же всегда сопровождаются субтитрами в нижней части экрана. Звуки в виде отдельных букв и слогов были записаны с участием реальных актёров и были искусственно объединены в слова и предложения. Это позволило использовать язык в разных локализациях без необходимости перезаписывать диалоги. Сама же речь персонажей была ускорена, а частота их голоса изменена. Игрок почти не может понять внутриигровую речь, но может замечать отдельные слова или слоги.

## Критика
| Сводный рейтинг       | Сводный рейтинг |
| Агрегатор             | Оценка          |
| --------------------- | --------------- |
| Metacritic            | 90/100          |
| Иноязычные издания    |                 |
| Издание               | Оценка          |
| 4Players              | 8,5/10          |
| Destructoid           | 8,5/10          |
| Famitsu               | 38/40           |
| Game Informer         | 9/10            |
| GamesRadar+           | [ 124 ]         |
| IGN                   | 9/10            |
| Jeuxvideo.com         | 17/20           |
| Nintendo Life         | 10/10           |
| USgamer               | 4,5/5           |
| VG247                 | [ 128 ]         |
| VideoGamer            | 8/10            |
| Русскоязычные издания |                 |
| Издание               | Оценка          |
| Gametech              | 8/10            |
| GoHa.Ru               | 9/10            |
| «IGN Россия»          | 10/10           |
| StopGame.ru           | «Изумительно»   |
| «Игры Mail.ru»        | 9/10            |
| «НИМ»                 | 8,8/10          |

Animal Crossing: New Horizons получила в основном положительные отзывы критиков. Её средний рейтинг на сайте Metacritic составляет 90 баллов из 100 возможных на основе 111 отзывов, что делает игру самой высоко оценённой частью серии. Пользовательский рейтинг New Horizons тем не менее подвергся ревью-бомбингу со стороны пользователей Metacritic по причине того, что на одной игровой приставке можно иметь лишь один остров.
Ряд критиков связали успех New Horizons с тем, что игра позволила убежать от реальности. Дэнн Салливан с сайта Pocket Gamer назвал New Horizons «бальзамом» от суетливой повседневности — возможностью заменить свою обыденную рутину более безопасным и полностью контролируемым миром. Дэйв Тьер с сайта Forbes счёл, что New Horizons обязана своим феноменальным успехом именно пандемии Covid-19, «остановившей экономику и заставившей миллионы людей проводить одиночество дома». Дмитрий Кривов с сайта Gametech назвал New Horizons лучшей игрой серии, «невероятно милой, красивой визуально и настраиваемой по желанию пользователя». Игру также хвалили за то, что она предоставляет большую свободу творческого самовыражения. Возможность свободно размещать предметы на острове, наряду с терраформированием позволяет игроку придать острову любимый стиль, от пляжной тематики, до азиатской. По мнению критика IGN, это должно привлечь в игру представителей других фендомов, например Mario или Zelda. Критик Destructoid похвалил игру за стирание чётких гендерных рамок, позволяющих носить любимую одежду вне зависимости от пола и без каких либо последствий.

### Игровой процесс
Критик Pocket Gamer заметил, что New Horizons остаётся типичной представительницей серии Animal Crossing, где цель игрока сводится к созданию процветающего пространства. Таким образом игра подходит как для новых, так и для старых игроков. Похожего мнения придерживается рецензент GamesRadar, заметив, что несмотря на многочисленные нововведения, мир New Horizons чувствуется знакомым, а его темы — повторяющимися. В итоге игре удалось сохранить весь шарм, присущий старой Animal Crossing. Дэйв Тьер наоборот назвал New Horizons прорывом в серии, заметив, что если в предыдущих играх игрок попадал уже в существующий город, помогая его дальнейшему развитию, то в последней игре он попадает в пустыню, чтобы на её месте создать утопию на необитаемом острове. Сами планы енота Тома Нука напоминают «грандиозный социальный эксперимент, выходящий далеко за рамки строительного бизнеса, которым он занимался на материке». Сиджей Андиессен с сайта Destructoid также указал на явный отход в игровом процессе от предыдущих игр франшизы. Если приквелы предлагали открытый геймплей, то New Horizons в начале сильно ограничивает игрока. Тем не менее возможность поэтапно получать доступ к новым предметам, ресурсам, участкам острова, придаёт игровому процессу чувство цели и развития. Аналогично, рецензент Gametech заметил, что New Horizons — одна из тех игр, в которую нужно влюбляться постепенно. Вкупе с возможностью менять ландшафт острова и придавать ему нужный художественный стиль, New Horizons преуспевает в том, чтобы как можно дольше удержать интерес у игрока.
Игровой процесс в New Horizons представляет собой набор активностей и состоит из гринда. Ряд критиков сравнили его с приятной рутинной работой. Другая часть заметила, что для открытия всех возможностей потребуется немалая доля времени и терпения по причине того, что время в игре привязано к реальному в противовес коротким и динамичным игровым сессиям в Stardew Valley. Дэйв Тьер заметил, что New Horizons принадлежит к тому типу игр, чьи игровые сессии могут растягиваться на недели, месяцы, а то и годы. Где игрок получает удовольствие от постепенного прогресса и получения доступа к новому игровому контенту, а не от выполнения сиюминутных миссий и заданий. Некоторые критики утверждали, что в самом начале им почти было нечем заняться. Критик IGN признался, что просто не устоял перед искушением прибегнуть к «путешествию во времени», чтобы ускорить игровой прогресс путём изменения времени в системных настройках Nintendo Switch.
Аника Петтигрю с сайта Keengamer проводила сравнительный анализ New Horizons с её предшественницей New Leaf и указала на ряд недостатков сиквела. В частности то, что из мэра городка игровой персонаж фактически превращается в бога; игра позволяет за короткий срок добиться пятизвёздочного рейтинга острова, в то время, как в New Leaf требуется куда больше времени и помощи от других персонажей для достижения идеального острова: развивая городок, игрок параллельно открывает доступ ко всему игровому контенту, в New Horizons же игрок при достижении идеального острова будет оставаться по-прежнему неопытным новичком. Обсуждение игры в социальных сетях в итоге сводится к соревнованию по созданию наиболее красивого острова, нежели тому, как игроки получили доступ к очередному труднодоступному контенту, как это было с New Leaf.

### Игровой дизайн
Часть критиков похвалили введение в игру механик крафтинга и терраформирования. Представитель Pocket Gamer заметил, что эти нововведения фундаментально меняют и расширяют игровой процесс New Horizons в сравнении с её предшественницами. По утверждению критика Destructoid, возможность создавать предметы из добытых ресурсов придаёт игровому процессу Animal Crossing новый смысл. Представитель GamesRadar заметил, что крафтинг с самого начала чувствуется фундаментальной частью игрового процесса. Критик Pocket Gamer отдельно оценил нововведение за то, что поломки виртуальных инструментов больше не вызывают такого раздражения, как в предыдущих играх.
Некоторые рецензенты связали введение механики терраформирования с возможностью творческого самовыражения игрока. Сэм Лавридж с сайта GameRadar заметил, что игра предоставляет множество инструментов по воссозданию собственного видения рая, после того как формальный начальник Том Нук «рано или поздно отступит и уступит игроку полный контроль над островом». Отдельно критик Gamesradar раскритиковал механику за её несовершенство, в частности, из-за проблем с обзором камеры и возможности менять ландшафт в пределах одной клетки за один ход, что сильно продлевает время терраформирования, хотя для тех, кто любит играть в медленном темпе, это не покажется критичным.
Введённая механика «милей нука» и система мини-заданий типична скорее для MMO- или условно бесплатных мобильных игр. Из-за вышеописанного, а также из-за привязки к реальному времени, New Horizons может показаться похожей на типичную мобильную, условно-бесплатную игру. Отдельно критик Pocket Gamer похвалил новую часть за то, что она фактически не наказывает игрока за долгое отсутствие.
Часть критиков назвали решение ограничить игрока одним островом главным упущением в New Horizons. Представитель Gametech заметил, что несмотря в целом на свою качественность, игра наделена и рядом недостатков в игровом дизайне, способных постепенно превратить «медитативный процесс в локальный ад»; среди таких недостатков критик упомянул невозможность создавать одновременно несколько предметов, постоянно повторяющиеся анимации c текстами, однообразные островки, ограниченная перспектива камеры и так далее. Представитель Forbes раскритиковал ограничения, связанные с сохранением и восстановлением данных через облако.

### Графика и игровой мир
По мнению критика Pocket Gamer, мир Animal Crossing наполнен абсурдистским юмором и сатирическими отсылками к капитализму, например это выражено в персонаже Томе Нуке, по факту стремящемся извлечь наибольшею коммерческую выгоду из деятельности игрока, или же фактом того, что игровой персонаж живёт «в мире антропоморфных животных, продаёт им рыбу и окаменелости динозавров». Отдельно редакция Screenrant заметила неясность роли игрока в New Horizons, с одной стороны его игровой персонаж больше не является мэром городка, как в приквеле New Leaf, с другой стороны игрок по-прежнему может определять развитие и облик острова даже ещё больше чем в New Leaf. Всё это заставляет задумываться, кто реально является хозяином острова, основатель турагентства Том Нук или всё таки персонаж игрока?
Ряд критиков похвалили New Horizons за её графику. Представитель Game Informer назвал её «большим скачком вперёд», заметив что с одной стороны мир Animal Crossing и его персонажи выглядят по-прежнему очень просто и стилизованно, как и в предыдущих играх франшизы. Но продвинутую графику выдают многочисленные малые детали, проработанные предметы, костюмы и качественные визуальные эффекты.
Критик Destructoid назвал мир New Horizons простым и одновременно красочным, внимательным к мелким деталям, например взаимодействию предметов с ветром. Он также оценил дизайн неигровых персонажей и их улучшенный искусственный интеллект. Тем не менее, что касается уровня взаимодействия с предметами, New Horizons уступает Pocket Camp. Рецензент Gametech утверждал, что New Horizons на техническом уровне «совершила огромный скачок» вперёд в сравнении с предыдущими играми серии. Сама игра лишена внутриигровых ошибок и рывков. Художественная эстетика и цветовая палитра передают в игре чувство спокойствия.

### Научный интерес
Линь Чжу, аспирантка факультета педагогической и методической психологии Университета Олбани, связала феноменальную популярность New Horizons именно с периодом пандемии COVID-19, моментом, когда люди сильнее всего искали чувство эскапизма. Игровой мир обеспечивал таким игрокам чувство комфорта и возмещал потребность в социальных связях. Одновременно игровой процесс New Horizons по мнению Чжу отражает подсознательное стремление людей к гармоничной жизни и попытку избежать реальных трудностей. Внутри игры игрок не вынуждены работать и подчиняться требовательному боссу, нет дедлайнов по выполнению домашних заданий или выплат и самое главное — нет бедствий и болезней. Тем не менее аспирантка предупредила, что нельзя забывать о том, что речь идёт о виртуальном мире, позволяющем спасаться бегством лишь на короткое время. Эмили Флин Джонс, постдокторат и основательница студии Killjoy Games, заметила, что с одной стороны New Horizons предлагает уже давно знакомую формулу игрового процесса из старой серии, с другой стороны в свете событий пандемии, она приобрела новое значение в массовой культуре. Игра, задуманная как эскапистская фантазия, для многих людей превратилась в новую реальность. Это несомненно привлекло и тех, кто стремится извлечь из сложившейся ситуации коммерческую выгоду.
Энрико Гандольфи, преподаватель Университета Epoka, заметил, что New Horizons выступает отличным примером доказательства того, что компьютерная игра может способствовать вовлечению и объединению, а не развитию антисоциального поведения, как утверждали многие её противники. Данная игра также может использоваться как анализ того, как предпочитают общаться современные подростки. Брианна Тидмарш, выпускница Иллинойсского университета, комментируя виртуальные протесты Гонконгских активистов и участников Black Lives Matter, заметила, что New Horizons выступила характерным примером виртуального активизма среди молодёжи. По её мнению, игра поможет понять то, как будет построен гражданский активизм будущих поколений в XXI веке. Бехайлу Шиферау Бенти, преподаватель в Европейском университете Виадрина, связал успех New Horizons со стиранием границ реального мира, разделённого географическими, культурными границами, классовым, доходным расслоением и прочими факторами.
Грейси Лу Стразницкас, преподавательница в университете Де Поля, отнесла New Horizons к типу игр-ломтиков жизни, таким как симуляторы жизни The Sims, игры о фермерстве вроде Stardew Valley, созерцательные симуляторы ходьбы или игры о виртуальных питомцах. Данные игры объединяет то, что они не требуют от игрока скорости, стремятся реалистично отобразить те или иные аспекты повседневной жизни и ассоциируются с типично женскими жанрами. Отдельно Стразницкас заметила, что New Horizons отлично подойдёт для отвлечения людям, страдающим от хронических болей.
Дирк Матир, старший преподаватель Техасского университета в Остине, в своём эссе объяснил, что New Horizons и, в частности, продажа репы на внутреннем волатильном рынке отлично показывает, как работают разнообразные экономические и инвестиционные концепции. Это возможно благодаря тому, что игрок может продавать практически любые ресурсы другим игрокам через специальные сайты — аналоги бирж или предлагать услуги, полагаясь на цены, установленные внутренним рыночным курсом. Том Нук выступает характерным примером монополиста, извлекающего непредвиденную финансовую прибыль от всего, что игрок делает на острове. Трюм Редда, являющийся аллюзией на чёрный рынок, чётко описывает риски, с которыми с которыми может столкнуться покупатель и концепцию асимметричности информации

### Награды
New Horizons получила ряд наград: игра выиграла в категориях «Лучшая игра в Китае» и «Игра года» на вручении Famitsu Dengeki. Она была номинирована как «Игра года», «Лучшая игра для семьи» и «Игра с лучшим мультиплеером» на вручении The Game Awards 2020, выиграв в итоге в категории «Лучшая игра для семьи». На вручении Japan Game Awards New Horizons была номинирована в категории «награды Министерства экономики, торговли и промышленности», а также «Игры года», выиграв в обеих категориях. Игра также получила «Награду за выдающееся достижение» на данном мероприятии. New Horizons затем была номинирована в похожих категориях на вручении Golden Joystick Awards 2020 и выиграла в категории «Игра года от Nintendo». Она также выиграла в категориях «Игра вне развлечений» и «Лучший многопользовательский режим» на церемонии вручения премий Британской Академии в области видеоигр (BAFTA), где была номинирована ещё в четырёх категориях. Во многих церемониях вручений New Horizons проигрывала игре The Last of Us Part II.
| Год  | Церемония вручения                            | Категория                                                 | Итог      | Ссылка          |
| ---- | --------------------------------------------- | --------------------------------------------------------- | --------- | --------------- |
| 2020 | Famitsu Dengeki Game Awards 2020              | Лучшая игра в Китае                                       | Победа    | [ 151 ] [ 152 ] |
| 2020 | Famitsu Dengeki Game Awards 2020              | Игра года                                                 | Победа    | [ 151 ] [ 152 ] |
| 2020 | The Game Awards 2020                          | Лучшая игра для семьи                                     | Победа    | [ 153 ] [ 156 ] |
| 2020 | The Game Awards 2020                          | Лучшая многопользовательская игра                         | Номинация | [ 153 ] [ 156 ] |
| 2020 | The Game Awards 2020                          | Игра года                                                 | Номинация | [ 153 ] [ 156 ] |
| 2020 | Japan Game Awards                             | Награда Министерства экономики, торговли и промышленности | Победа    | [ 154 ]         |
| 2020 | Japan Game Awards                             | Награда за выдающееся достижение                          | Победа    | [ 154 ]         |
| 2020 | Japan Game Awards                             | Игра года                                                 | Победа    | [ 154 ]         |
| 2020 | Golden Joystick Awards                        | Игра года от Nintendo                                     | Победа    | [ 154 ]         |
| 2020 | Golden Joystick Awards                        | Лучшее игровое общение                                    | Номинация | [ 154 ]         |
| 2020 | Golden Joystick Awards                        | Лучшая игра для семьи                                     | Номинация | [ 154 ]         |
| 2020 | Golden Joystick Awards                        | Лучшая многопользовательская игра                         | Номинация | [ 154 ]         |
| 2021 | Премия Британской Академии в области видеоигр | Лучшая игра                                               | Номинация | [ 155 ]         |
| 2021 | Премия Британской Академии в области видеоигр | Семья                                                     | Номинация | [ 155 ]         |
| 2021 | Премия Британской Академии в области видеоигр | Игра вне развлечений                                      | Победа    | [ 155 ]         |
| 2021 | Премия Британской Академии в области видеоигр | Игровой дизайн                                            | Номинация | [ 155 ]         |
| 2021 | Премия Британской Академии в области видеоигр | Многопользовательский режим                               | Победа    | [ 155 ]         |
| 2021 | Премия Британской Академии в области видеоигр | EE Игра года                                              | Номинация | [ 155 ]         |
| 2021 | Game Developers Choice Awards                 | Игра года                                                 | Номинация | [ 157 ]         |
| 2021 | Game Developers Choice Awards                 | Лучший дизайн                                             | Номинация | [ 157 ]         |

## Влияние

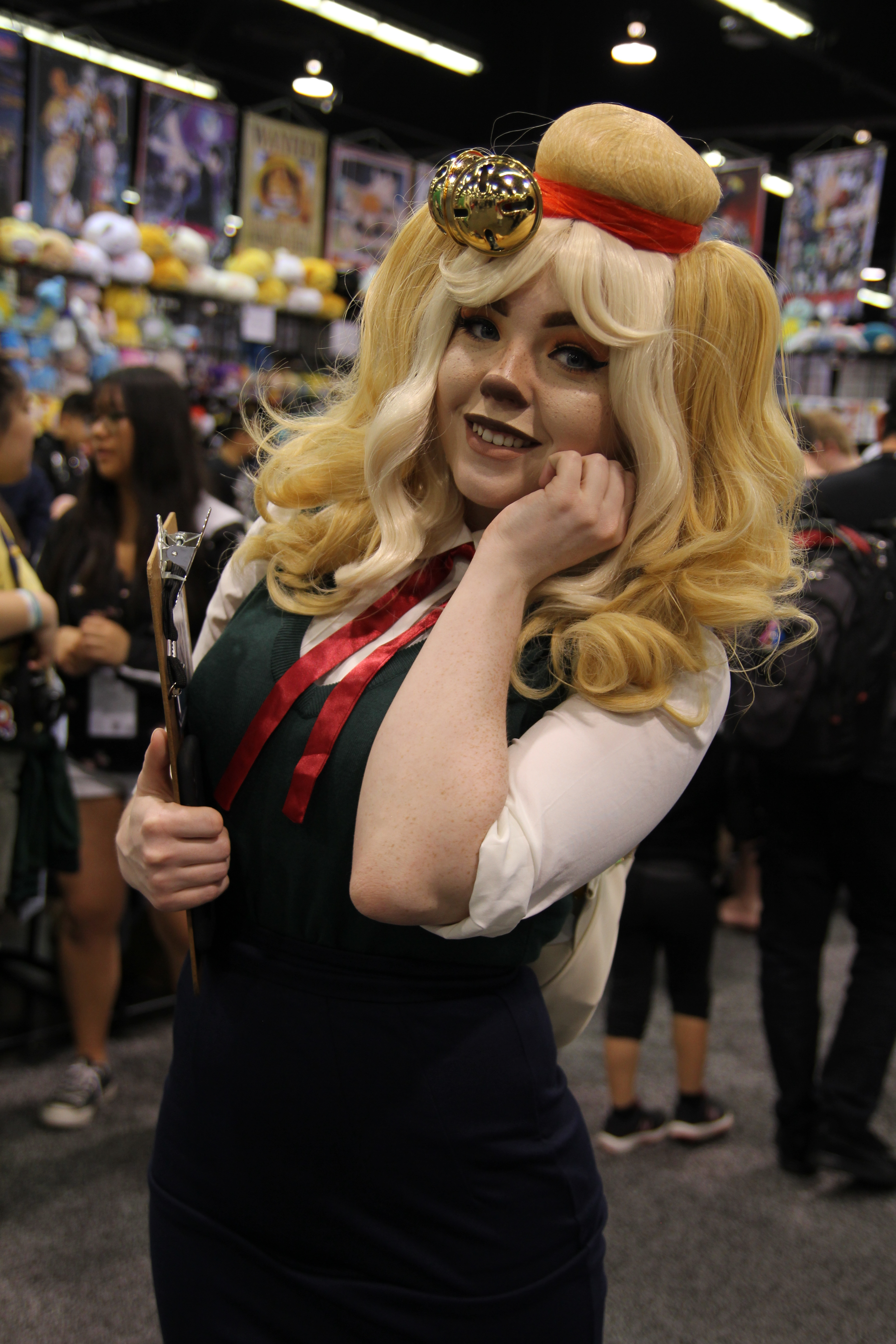
Косплей Изабель, 2019 год

Поскольку игра была выпущена во время пандемии коронавируса, многие объясняли успех игры тем, что люди в период неопределённости искали чувство успокоения и нашли его, купив New Horizons. Игра выступила отвлечением для миллионов людей, вынужденных оставаться дома из-за карантина. В свете данных событий New Horizons была признана феноменом, ставшим главными образом популярным среди поколения миллениалов и познакомила впервые с франшизой Animal Crossing значительную часть игроков. В своё время выпуск предыдущей игры New Leaf также вызвал «бум новичков». Выпуск New Horizons привёл к резкому увеличению числа подписчиков Nintendo Switch Online, чьё количество выросло почти вдвое с момента релиза до конца 2020 года. После выпуская New Horizons, заметно выросло количество игр от инди-разработчиков с похожим геймплеем и эстетикой. Такие игры стало принято называть «уютными».
Согласно опросу, проведённому среди 50 000 японцев в 2021 году, New Horizons заняла четвёртое место в списке самых любимых игр всех времён. Игра также стала популярной у игроков, причисляемых себя к ЛГБТ, по причине того что New Horizons предоставила им безопасное пространство для открытого самовыражения через индивидуальные раскраски или возможность придавать внешность своим персонажам без привязки к полу. Пандемия также оказала влияние на моду и привычки игроков: например, большой популярностью в New Horizons пользуется медицинская маска.
В январе 2021 года, представители социальной сети Twitter сообщили, что New Horizons стала самой обсуждаемой игрой в 2020 году. Редакция Polygon также заметила, что по состоянию на март 2020 года, New Horizons «„захватила“ социальную сеть Tik Tok, и помимо тематики, связанной с выпечкой, она была пожалуй самой популярной темой в социальных сетях, не связанной с Covid-19». Игра стала популярной площадкой по созданию машиним — любительских сюжетных видеороликов, публикующихся на Youtube. Также одна из внутриигровых песен — «Bubblegum KK» стала очень популярной в интернете и одной из хитов в Tik Tok. Ряд знаменитостей, например Lil Nas X, Бри Ларсон, Элайджа Вуд, Крисси Тайген, Дэнни Трехо, Мэйси Уильямс, Марк Хоппус, T-Pain, Фелиция Дэй, также отмечали, что играли в игру.
Многие люди использовали игру в качестве виртуальной замены встречам: например известно, что многопользовательский режим New Horizons использовался для проведений бизнес-встреч, свадеб, выпускных, свиданий или установки мемориалов погибшим людям. Игровые СМИ приметили, что игроки-мусульмане демонстрировали в социальных сетях воссоздание праздника Ураза-байрам несмотря отсутствие этого события в игре. Игра становилась основным местом действия в шоу Animal Talking Гэрри Уитты, по её мотивам был также сделан скетч в шоу Saturday Night Live на телеканале NBC. New Horizons благодаря обширным возможностям кастомизации игрового персонажа и наличию функции индивидуальной раскраски выступает излюбленной площадкой для дизайнеров и тех, кто любит творчески выражать себя. Игра использовалась, как площадка по продвижению разнообразных брендов, например: клубом Детройт Лайонс, домами моды Valentino, Gucci, дизайнером Марком Джейкобсом и другими. Тайваньское подразделение IKEA выпустило версию журнала с каталогом мебели, но с изображениями из New Horizons. Также некоторые музеи официально публиковали копии произведений искусства в виде индивидуальных рисунков в New Horizons. Океанариум Монтерей Бэй во время пандемии COVID-19 проводил экскурсию по игровому музею в прямом эфире. В рамках трансляции они обсуждали реалистичные размеры макетов в музее.

### Демография игроков

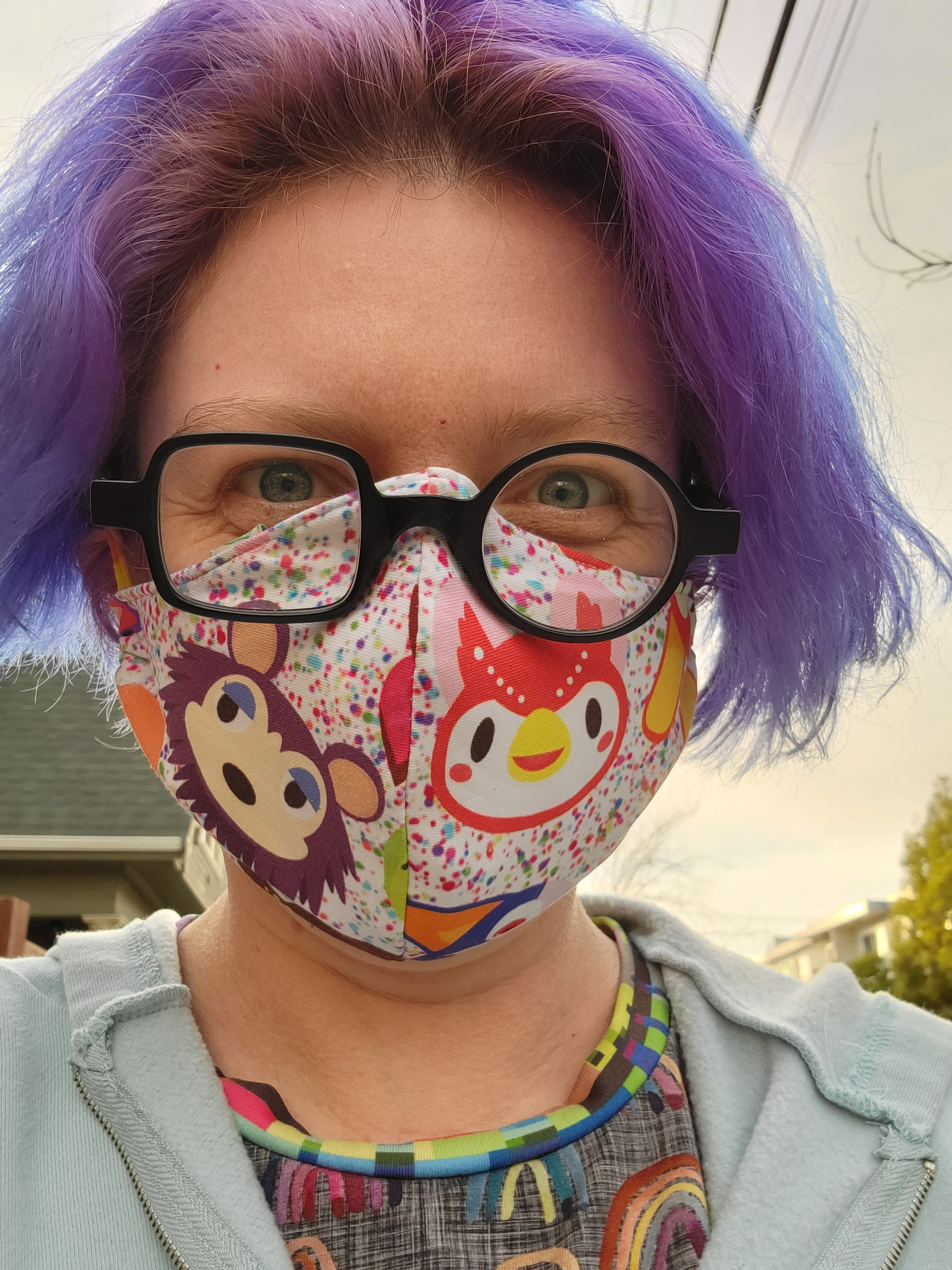
Женщина с маской «Animal Crossing», своему успеху игра частично обязана коронавирусной пандемии

Наибольшее количество продаж пришлось на Японию, Южную Корею, Китай, США, Великобританию и Швейцарию. New Horizons — первая игра серии Animal Crossing, пользующаяся большой популярностью у пользователей материкового Китая по причине того, что это также первая игра, имеющая локализацию упрощённого китайского языка. Несмотря на то что китайское правительство попыталось запретить продажи игры, многие китайцы стремились приобрести New Horizons через серый рынок и покупали специально для этого игровые приставки Nintendo Switch. При этом New Horizons не сыскала такого успеха в России, да и в целом за пределами Запада и Дальнего Востока. Причиной может служить малая распространённость портативных устройств Nintendo Switch, учитывая, что Animal Crossing является эксклюзивной для данной платформы. При этом New Horizons стала самой продаваемой игрой в России на Nintendo Switch за последние два года.
Популярность игры обусловлена также тем, что существенная часть её аудитории состоит из женщин в противовес остальной аудитории игр-бестселлеров от Nintendo, собирающих до 90 % игроков-мужчин. New Horizons сыграла важную роль в увеличении доли женщин — владельцев Nintendo Switch, ровно также, как это делали предыдущие игры франшизы. Игровая аудитория симулятора от Nintendo состоит примерно наполовину из женских и мужских игроков. При этом среди игроков-мужчин также имеется множество фанатов игр от Nintendo. Из-за своей стилизованной графики и низкого уровня сложности, New Horizons многими рассматривается, как детская версия The Sims или Second Life с основной детской аудиторией. Однако согласно данным, собранным представителями Nintendo, возраст большинства игроков варьируется от 20 до 30 лет. Это отличается от демографического распределения игроков New Leaf 2012 года выпуска, где основная часть игроков приходилась на женщин от 19 до 24-х лет. Аудитория New Horizons определённо старше, это может быть связано с тем, что существенная часть игроков принадлежит к постаревшей фанатской аудитории, знакомой с предыдущими играми серии Animal Crossing.
Nintendo составила демографическую таблицу игровой аудитории, где заметна аномально низкая доля игроков 13-17 лет. Редакция TheGamer поддержала шуточную теорию, что это связано с предвзятым отношением к New Horizons у подростков, как к «детской игре».

### Фанатская анимация
Антропоморфная собачка Изабель, одна из героинь в Animal Crossing стала негласным маскотом франшизы, а также секс-иконой. Пользователи стали создавать множество пикантных артов и анимаций с собачкой. Хотя данная тенденция началась ещё после выхода New Leaf в 2012 году, после выхода New Horizons Изабель стала одним из самых популярных нарисованных персонажей в PornHub.
Так как New Horizons вышла одновременно с шутером Doom Eternal, интернет-пользователи стали создавать множество фан-артов, объединяя обе вселенные. В итоге «Animal Crossing Doom» стал самым популярными фанатским кроссовером в 2020 году. Его популярность была обусловлена абсолютной жанровой противоположностью двух этих игр. Редакция игрового сайта IGN назвала Изабель и Думгая главной игровой парой 2020 года. Петербургская музыкальная группа The Chalkeaters выпустила клип «DOOM Crossing: Eternal Horizons». По состоянию на апрель 2023 года, его просмотрели более 56 миллионов раз.
В январе 2021 года в интернете была опубликована анимационная порно-пародия антропоморфной кошки Анки, одной из возможных жительниц на острове. В сентябре ролик стал сенсацией в том числе и среди тех, кто не играет в игры серии Animal Crossing. В интернете стало появляться множество изменённых версий ролика, подвергшихся цензуре, и мемы с ним. Ролики, выпускаемые под хештегом #ankhazone стали трендом на площадке TikTok и собрали более 17 миллионов просмотров. «Танец» Анки из видео стал трендовым на площадке среди блогеров, как и косплей персонажа. Так как оригинальное видео содержит явный порнографический контент, многие пользователи стали стремиться найти ролик-оригинал. Оригинальный ролик также сопровождается песней «Camel by Camel» 1985 года авторства хорватского рок-музыканта Сенди Мортона. Так как ролик с Анкой и многочисленные пародии с мемами способствовали популяризации песни в интернете, другой рок музыкант — Little V — выпустил на Youtube клип-пародию с кавером песни.

### Виртуальная экономика и нелегальная торговля связанными продуктами

Логотип сайта Nookazon

Ряд японских СМИ сообщали, что билеты с Милями Нука, редкие вещи или предметы индивидуального дизайна могли продаваться за реальные деньги через электронные платежи с помощью приложений My Design и Frima. Также были созданы специальные сайты, занимающиеся виртуальной экономикой, где могли продаваться не только ценные предметы из Animal Crossing, но и популярные персонажи. На Западе самой популярной платформой по продаже внутриигровых предметов стал сайт Nookazon, созданный специально для торговли между игроками Animal Crossing. По состоянию на май 2020 года, сайт мог обслуживать до 180 000 игроков одновременно.
Вокруг продажи и обмена предметов сформировалась целая экономика, где игровая валюта, дини, стали быстро обесцениваться и постепенно им на замену пришли «Мили Нука», ставшие основным средством оплаты. Хотя жители острова не делятся по признакам редкости, некоторые из них стали более предпочитаемыми среди игровой аудитории. Самым популярным персонажем стал кот Реймонд, стоимость его приобретения у другого игрока достигает суммы в 400 милей Нука. Присутствовала даже возможность купить его на торговой площадке EBay за реальные деньги, вплоть до 60$. Многие игроки жаловались на то, что часто такие «обмены» сопровождаются обманами. Условия использования Nintendo Network гласят о недопустимости совершения каких либо внутриигровых действий с целью коммерческой выгоды. Представители компании указали о незаконности подобных действий и что они борются с пользователями-нарушителями посредством блокировок аккаунтов.
После выхода и успеха игры были задокументированы массовые случаи подделки карточек amiibo с персонажами из Animal Crossing и которые продавались через цифровые площадки в интернете. Данным явлением интересовались японские правоохранительные органы, которые в том числе выслеживали и арестовывали распространителей поддельных карт. В марте 2021 года, в рамках обновления в игру были добавлены жители бренда Sanrio, доступные при использовании карт amiibo. При этом была возможность использовать Sanrio-карты, выпущенные в 2017 году для игры New Leaf. Это вызвало ажиотажный спрос на «редкие» карты, что развязало руки мошенникам или перекупщикам, спешившим перепродавать на торговых площадках карты по значительно завышенной цене. Когда новая партия карточек от Sanrio была официально выпущена, она была распродана всего за несколько минут. Многие из покупателей оказались перекупщиками, чтобы затем перепродать карты по завышенной цене.

#### Деревья с фрагментами звёзд
Владельцы взломанной версии New Horizons могли выращивать модифицированные версии денежных деревьев с другими объектами вместо денежных мешков и передавать такие деревья владельцам не взломанных игровых копий. Самым высоким спросом пользовались деревья с фрагментами звёзд, они стали ценными украшениями среди игроков, создающих красивые острова. Так, на сторонних торговых площадках, таких как Ebay хакеры стали продавать модифицированные деревья за реальные деньги. С появлением возможности демонстрировать резервные копии острова через «сны Луны», острова игроков с модифицированными деревьями стали блокировать из-за того что Nintendo ввела возможность жалобы на «сон игрока» в том числе и за «жульничество». Некоторые блогеры объявили «охоту» на подобные острова, выкладывая видео, где такие острова выискивают и отправляют жалобы против них. В итоге Nintendo выпустила в августе 2020 года обновление, убравшее все модифицированные деревья их игр.

### Игра как площадка для политической агитации
Игра была использована в качестве платформы для протеста демократическими гонконгскими активистами, включая лидера революции Зонтиков Джошуа Вонга. «Индивидуальные раскраски» позволяли создавать в игре протестную антикитайскую символику. По этой причине New Horizons была удалена из интернет-магазинов в Китае, таких как Taobao, где она была доступна на сером рынке. Также игру, как платформу для протестов использовали активисты Black Lives Matter.
New Horizons также использовалась в рамках предвыборных кампаний японского министра обороны Сигэру Исибы, и кандидата в президенты США Джо Байдена. Сама компания Nintendo выступила против использования игры, как агитационной площадки.
В конце 2020 года Nintendo выпустила руководство, призывающее «воздерживаться от любых политических заявлений». Хотя точная причина составления руководства не разглашалась, предположительно она была направлена против гонконгских активистов из-за нежелания Nintendo портить отношения с китайским руководством.
Против игры выражала протест правозащитная организация PETA из-за возможности собирать рыб/насекомых и сдавать их в виртуальный музей, что трактуется организацией, как жестокое обращение с животными. Они также выпустили руководство «игры за вегана» в Animal Crossing, исключающее ловлю животных. Также источником споров становилась ограниченная кастомизация чернокожих персонажей, пользователями была запущена петиция с призывом исправить проблему, которую подписали 40,000 человек. После обновления, добавившего причёски в стиле афро, некоторые игроки стали целью критики или травли со стороны сторонников концепции культурной апроприации. Последние протестовали против того, что некоторые игроки использовали афропричёски на светлокожих персонажах, считая это проявлением античёрного расизма.

## Сопутствующая продукция
28 декабря 2019 года в журнале Ciao была опубликована многосерийная манга под названием Atsumare Dōbutsu no Mori: Nonbiri Shima Dayori (яп. あつまれ どうぶつの森〜のんびり島だより〜), действие которой происходит во вселенной New Horizons. Автором и иллюстратором выступила Минори Като. Манга рассказывает историю жительницы Ханы, переезжающей на необитаемый остров. Другая манга под названием Atsumare Dōbutsu no Mori: Nonbiri Shima Diary (яп. あつまれ　どうぶつの森　～無人島Ｄｉａｒｙ～) была выпущена в июне 2020 года в журнале CoroCoro Comic.
Nook Tails (яп. たぬきみち) — серия комиксов от автора Чо Ханаё с участием Тома Нука и его племянников — Тимми и Томми, была опубликована на официальном японском сайте игры 15 октября 2019 года. Англоязычный перевод комиксов был опубликован на англоязычном сайте игры, начиная с 4 марта 2020 года. В Японии была выпущена серия книг-руководств по вселенной Animal Crossing, размер которых мог достигать 1000 страниц. Такие книги пользовались большой популярностью в стране, на их приобретение выстраивались очереди, также они массово перепродавались через интернет.
В январе 2021 года американский косметический бренд ColourPop Cosmetics выпустил косметическую линию, чьи упаковки были украшены изображениями персонажей из New Horizons. В мае 2021 года американская компания по производству игрушек Build-A-Bear Workshop выпустила серию игрушек персонажей из игры. Первая партия, была распродана всего за несколько часов через интернет-магазин.